# 파리의 유령
《파리의 유령》(프랑스어: Un monstre à Paris)은 2011년에 공개된 프랑스의 애니메이션 영화이다. 대한민국에서는 《몬스터 싱어: 매직 인 파리》라는 이름으로 개봉하였다.

## 출연

### 주연
- 마티유 셰디드(-M-)
- 바네사 파라디
- 션 레논
- 아담 골드버그
- 대니 휴스턴
- 프랑수아 클루제

### 조연
- 루디빈 사니에
- 줄리 페리어
- 브루노 살로몬
- 밥 발라반
- 제이 해링턴

## 제작진
- 프로듀서: 뤽 베송
- 프로듀서: 앙드레 크라벨
- 프로듀서: 나디아 캄리치
- 프로듀서: 애드리언 폴리토스키
- 프로듀서: 질 바테르케인